# Mixomelia producta
Mixomelia producta là một loài bướm đêm trong họ Noctuidae.